# 中华人民共和国畜牧法
《中华人民共和国畜牧法》是中华人民共和国关于畜牧业的一项法律，2005年12月29日颁布，迄今已做过2次修正。
为规范畜牧业，先后发布了多个等行政法规规章。截至2020年初，中国约有20个省（自治区、直辖市）颁布了实施性地方法规、规章，并进行过修订或修正。
2005年12月29日第十届全国人民代表大会常务委员会第十九次会议通过此法。
2015年4月24日第十二届全国人民代表大会常务委员会第十四次会议《关于修改〈中华人民共和国计量法〉等五部法律的决定》修正。
2020年，《国务院办公厅关于促进畜牧业高质量发展的意见》（国办发〔2020〕31号）首次提出，各省（自治区、直辖市）人民政府对本地区发展畜牧业生产、保障肉蛋奶供应负总责，制定发展规划，强化政策措施，不得超越法律法规规定禁养限养。此次，畜牧法将省负总责要求制度化、法治化，进一步强化畜禽产品稳产保供属地责任，要求建立稳产保供的政策保障和责任考核体系。
2022年10月30日第十三届全国人民代表大会常务委员会第三十七次会议审议修订《通过中华人民共和国畜牧法》。